# Maternage
Le terme « maternage » est utilisé en France depuis les années 1990 pour qualifier des pratiques de soin au bébé et au jeune enfant fondées sur les besoins perçus de l'enfant : allaitement, portage par des moyens de portage physiologiques, sommeil partagé ou co-dodo, DME, voire langue des signes bébé et hygiène naturelle infantile, c'est-à-dire le fait de tenter d'écouter les besoins d'élimination de l'enfant.
Probablement ces pratiques ont-elles toujours existé, mais elles se sont développées explicitement aux États-Unis dans les années 1960 avec les travaux sur l'attachment parenting du pédiatre américain William Sears (lui-même inspiré par la théorie de l'attachement, développée par John Bowlby). Des magazines comme Mothering, Natural life magazine ont popularisé ces pratiques.
En France, la légitimation et la médiatisation de ces pratiques de « parentage proximal » ou « parentage de proximité » est venue de livres publiés par la pédiatre Edwige Antier, la psychothérapeute Isabelle Filliozat, par Claude Didierjean-Jouveau et Catherine Dumonteil-Kremer. Des forums, des blogs, des associations (La Leche League), des maisons d'édition (Jouvence, La Plage, éditions l'Instant Présent, Le Hêtre Myriadis, Chronique sociale, etc.), des magazines (L'Enfant et la Vie, Grandir autrement, Peps) ont contribué à populariser ces thèmes dans les années 2000.
Les taux d'allaitement (à 8 jours), s'établissant autour de 45 % dans les années 1970 et 1980 ont augmenté depuis la fin des années 1990 pour atteindre 66 % en 2007, 66 % en 2013, 68 % en 2016, 77 % en 2021,.
On voit de plus en plus de bébés portés, et les polémiques engagées sur le cododo (mot entré dans le dictionnaire Robert en 2021) ou via la critique du maternage d'Élisabeth Badinter montrent que cette question a atteint le débat public.

## Quand l'enfant grandit
Les personnes pratiquant le maternage y incluent souvent aussi le respect des besoins de l'enfant lorsqu'il grandit, dans la lignée d'Isabelle Filliozat, Catherine Gueguen ou des auteurs déjà cités, français ou anglosaxons. Beaucoup de parents s'engagent dans une réflexion pour l'éducation non-violente, sans cris, tapes, punitions ou humiliations. Les études et les associations qui s'opposent aux châtiments corporels se sont multipliées dans les années 2000 (OVEO), à la suite des travaux d'Olivier Maurel, d'Alice Miller, faisant aboutir une loi en 2019 contre les violences éducatives.
Les parents "maternants" s'appuient en général sur la communication non violente, en se basant sur les travaux de Thomas Gordon, Marshall Rosenberg, Faber et Mazlich etc. 
Cette "éducation positive" est souvent difficile à mettre en place, comme le dit Béatrice Kammerer dans son livre, par exemple page 229 : "Les enfants finiront bel et bien par respecter les règles, certes, mais non sans les avoir tout d'abord contestées, transgressées, contournées, discutées, et s'être copieusement insurgés contre l'arbitraire, l'incohérent et l'injuste. C'est justement parce qu'ils auront pu expérimenter tout cela au sein du giron protecteur des parents, qu'ils réussiront finalement à donner un sens aux règles collectives et à se les approprier sans peur de la punition ou attrait de la récompense. Pour les parents, c'est bien là que réside toute l'aridité du modèle de l'éducation positive : ses bénéfices potentiels ne se recueillent pas à court terme !"

## Critiques
Ces questions rencontrent souvent l'opposition d'autres auteurs qui suspectent les tenants du parentage proximal de laxisme. Néanmoins ses adeptes se positionnent en dehors du clivage entre les éducations autoritaire et laxiste, et lui préfèrent la notion d'éducation démocratique ou d'accompagnement comme Alfie Kohn.
Le terme est souvent jugé non approprié en raison de l'exclusion de la dimension paternelle. C'est pourquoi l'usage tend à développer le terme de  « parentage proximal » qui inclut le couple de parents. Par ailleurs, des travaux récents montrent que le papa qui « paterne », en étant proche de la mère et de l'enfant, connait lui aussi une augmentation de son taux de prolactine, ces hormones qui conduisent à se mettre au service du bébé pendant les années où sa survie et son bien-être en dépendent.